# Золян, Сурен Тигранович
Суре́н Золя́н (арм. Սուրեն  Զոլյան; род. 16 апреля 1955, Ереван) — армянский учёный, общественный деятель и писатель-публицист. Бывший ректор Ереванского государственного лингвистического университета им. В. Я. Брюсова.

## Семья
Родился в семье переводчика с армянского Тиграна Суреновича Золяна и поэтессы Сэды Константиновны Вермишевой.

## Образование
В 1972 году окончив среднюю школу №8 Еревана, он поступает на отделение русского языка и литературы филологического факультета Ереванского государственного университета, которое с отличием заканчивает в 1977 году. С этого же года С.Золян поступает на работу в Ереванский государственный университет как старший лаборант, затем преподаватель (1979), доцент (1983), зав. кафедрой (1988—1992), профессор (1995—1997).
В 1982 году становится кандидатом филологических наук.
В 1985 году доцентом.
1988 — Доктор филологических наук.
1989 — Профессор.
В настоящее время профессор Института гуманитарных наук Балтийского федерального университета (Калининград), главный редактор научного журнала БФУ им. И. Канта «Слово.ру. Балтийский акцент», посвященного междисциплинарным проблемам социальной семиотики и социальной семантики, лингвистики перевода и межъязыковых трансферов, современной философии и лингвистики текста. В 2020 году Сурен Золян выпустил монографию «Юрий Лотман: о смысле, тексте, истории. Темы и вариации».

## Поэзия
- 1990 — книга переводов с древнеармянского языка (грабар) на русский язык средневековой армянской духовной поэзии V—XV веков «Шаракан» (Ереван, изд. «Советакан грох», серия «Памятники древнеармянской литературы»)

Настоящий сборник представляет на русском языке наиболее совершенные шараканы, в которых религиозная догматика уступает место живому человеческому чувству. В сборник вошли произведения таких выдающихся деятелей армянской раннесредневековой культуры, как Месроп Маштоц, Саак Партев, Мовсес Хоренаци, Комитас, Нерсес Шнорали и др

## Публицистика
- 2001 — Нагорный Карабах: Проблема и конфликт

В настоящей монографии на конкретном материале рассматривается ряд методологических и практических проблем, связанных с возникновением, развитием и разрешением региональных конфликтов. Исследование основано на богатом фактическом и архивном материале

## Статьи
- 1991 — «Семантика и структура поэтического текста» (изд-во Ереванского университета)
- Нерсес Шнорали: путь вечного возвращения